# Fundacja Magnani-Rocca
Fundacja Magnani-Rocca (wł. Fondazione Magnani-Rocca) – muzeum stworzone w 1978 roku przez krytyka i kolekcjonera sztuki Luigiego Magnani. Zbiory stanowi jego prywatna kolekcja sztuki starożytnej i współczesnej. 
W muzeum znajdują się dzieła takich artystów jak: Gentile da Fabriano, Albrecht Dürer, Vittore Carpaccio, Tycjan, Peter Paul Rubens, Antoon van Dyck, Francisco Goya, Claude Monet, Auguste Renoir, Paul Cézanne, Giorgio Morandi (50 dzieł), Giorgio de Chirico, Filippo de Pisis, Gino Severini, Alberto Burri, Johann Heinrich Füssli, Nicolas de Staël, Lippo di Dalmasio, Fra Filippo Lippi, Domenico Ghirlandaio, Lorenzo Costa, Martin Schongauer oraz rzeźby Antonia Canovy i Lorenza Bartolini.